# Madalena (przystanek kolejowy)
Madalena (port: Apeadeiro de Madalena) – przystanek kolejowy na Linha do Norte, w Portugalii. Jest obsługiwany przez pociągi regionalne Comboios de Portugal.
| Madalena                          |  |                               |
| Linia Linha do Norte (329,319 km) |  |                               |
| Valadaresodległość: 1,519 km      |  | Coimbrões odległość: 1,624 km |